# Filignano
Filignano é uma comuna italiana da região do Molise, província de Isérnia, com cerca de 755 habitantes. Estende-se por uma área de 31 km², tendo uma densidade populacional de 24 hab/km². Faz fronteira com Acquafondata (FR), Colli a Volturno, Montaquila, Pozzilli, Rocchetta a Volturno, Scapoli, Vallerotonda (FR).

## Demografia
| Variação demográfica do município entre 1861 e 2011                               |
|                                                                                   |
| Fonte: Istituto Nazionale di Statistica (ISTAT) - Elaboração gráfica da Wikipedia |